# جامعة المستقبل (مصر)
جامعة المستقبل بمصر هي جامعة مصرية أسست في عام 2006 بوصفها جامعة معترف بها بالكامل باللغة الإنجليزية، كما تحتوى على أول مستشفى خاص لطب الفم والأسنان في مصر والشرق الأوسط، وبها أيضا مصنع جديد للأدوية ومركز البحوث والتنمية ويذكر أن بها 6 كليات.

## نبذة عن الجامعة
تأسست جامعة المستقبل في مصر عام 2006 بوصفها جامعة معترف بها بالكامل باللغة الإنجليزية، المكرسة لخدمة المجتمع والتعليم في منطقة الشرق الأوسط. تهدف جامعة المستقبل إلى أن تكون واحدة من الجامعات الرائدة في المنطقة وذلك من خلال المساهمة في التنمية الاجتماعية والسياسية والثقافية والتكنولوجية في العالم العربي من خلال منهجها الأساسي الصارم الذي يقدم تحقيقا مكثفا للمبادئ الأساسية عن طريق عمل المنتديات والمناقشات الحماسية بحيث يمكن للطلاب استكشاف قدراتهم واهتماماتهم وكذلك تطوير كامل لطاقاتهم الفكرية والبشرية.حيث ان النظام التعليمى في جامعة المستقبل يهدف إلى تحرير فكر الطلاب للاستكشاف والإبداع والتحدى والقيادة.
خلال التاريخ القصير(خمس سنوات) لإنشاء جامعة المستقبل، أنشأت ستة كليات وأسست ثلاثة مراكز للبحوث. وتميزت مقاييس الأداء بالنجاح المتزايد في تقديم الدراسات الجامعية التي نتجت عنها زيادة عدد الملتحقين إلى 4000 طالب، وأعضاء هيئة التدريس تصل إلى 80 أستاذ متفرغ بالإضافة إلى أساتذة زائرين، فقد خططت جامعة المستقبل لإطلاق برامج الدراسات العليا في مجالات مختارة استراتيجيا لما لها من تأثير كبير على التنمية الثقافية والسياسية والاقتصادية والاجتماعية والتكنولوجية.
وقد أطلقت تلك البرامج الأكاديمية كوسيلة لإعداد وتطوير الطلاب على حد سواء من الناحية العلمية والشخصية والفكرية لمواكبةً احتياجات سوق العمل في كل من مصر والدول العربية.
وامتدادا لهذه الاستراتيجية، تم تصميم الحرم الجامعي ليفى بغرض تحقيق الاستراتيجية وذلك من خلال خلق تجربة متكاملة لتعليم طلاب المرحلة الجامعية والدراسات العليا وذلك عن طريق إشراكهم في التعليم والبحوث والأنشطة الاجتماعية والثقافية على أعلى مستويات التميز وفقا للمعايير العالمية. وتأكيدا لتحقيق تلك الاستراتيجية، ظهر الحرم الجامعي في ابهى صوره من حيث التصميم والعمارة والأسلوب المعاصر حتى يظهر بتلك الصورة.أهداف الجامعة
رؤية جامعة المستقبل :هي أن يعترف بها دوليا باعتبارها مؤسسة ذات مستوى عالمي أكاديمي وبحثي.
مهمة جامعة المستقبل :هو أن تكون رائدة في هذا القطاع الأكاديمي والبحثي، تساهم في إعداد وتنمية الموارد البشرية اللازمة للتنمية الشاملة في كل من مصر والدول العربية. وسوف يتم ذلك من خلال المناهج الدراسية على مستوى عالمي دقيق يدرس باللغة الإنجليزية من خلال البرامج المحلية والدوليه التي تلبي الاحتياجات المحلية والإقليمية، فضلا عن متطلبات العولمة التي تساهم في تحقيق رسالتها تركز جامعة المستقبل على تحقيق الأهداف التالية:
توفير تجربة تعليميه مميزة دوليا تجمع بين التفوق الأكاديمي وتطوير الشخصية التي تأتي من الحياة الجامعية.

## بكالوريوس الهندسة والتكنولوجيا
- قسم الهندسة المعمارية
- الهندسة الكهربائية
- قسم الهندسة الميكانيكية
- الهندسة الإنشائية والبناء
- هندسه الحاسب و الاتصالات و التكنو لوجيا
- الهندسة الطبية
- هندسة البترول

## بكالوريوس في الاقتصاد والعلوم السياسية
- قسم العلوم السياسية
- قسم الاقتصاد
- قسم الإدارة العامة
- قسم الاعلام السياسي

## بكالوريوس الحاسبات وتكنولوجيا المعلومات
- قسم علوم الحاسب - Computer Science
- قسم نظم المعلومات - Information Systems
- قسم تكنولوجيا الوسائط الرقمية - Digital Media Technology
- قسم الذكاء الاصطناعي - Artificial Intelligence
- قسم علوم البيانات - Data Science
- قسم الامن السيبراني - Cyber Security

## مبادئ جامعة المستقبل في البرنامج التعليمى
- التفوق الأكاديمي الذي يؤهل الطلاب لبرامج الدراسات العليا المختصة دوليا.
- الكفاءات التقنية التي توفر قاعدة معرفية صلبة في مختلف التخصصات.
- تنظيم المشاريع التي تزود الخريجين في المستقبل بمفهوم الأعمال التي لا غنى عنها في أي قطاع من اقتصاد وتنمية رأس المال الذي يخلق المزيد من البصيرة والترقيات المعرفية، والشخصية، والمهارات القيادية.

ومن المقرر إضافة برامج دراسيه لتضاف إلى خطوات نحو زيادة تنويع الدراسة بالجامعة، من بينها هي بكالوريوس الإعلام والفنون الجميلة

## مصنع الأدوية
قامت جامعة المستقبل ببناء مصنع جديد للأدوية ومركز البحوث والتنمية. الهدف الاستراتيجي هو إعداد ابحاث فريدة من نوعها ومركز تطوير التفوق Bioanalytical لخدمة مصر وكذلك منطقة الشرق الأوسط برمتها. ويهدف المركز إلى دعم الأهداف التعليمية والبحثية في ال(FUE). وبالإضافة إلى ذلك، فإن مركز تلعب دورا حاسما في خدمة شركات الأدوية المحلية والدولية ومراكز البحوث والجامعات والطبية مع مبتكرة وحالة Bioanalytical الفن ودعم ADME الدراسات السريرية وقبل السريرية. وسيقوم المركز أيضا أن تكون مفيدة في تسريع البحوث الدوائية، واكتشاف المخدرات وتطوير الأدوية في مصر خلال 3 إلى 5 سنوات القادمة

## مستشفى طب الأسنان

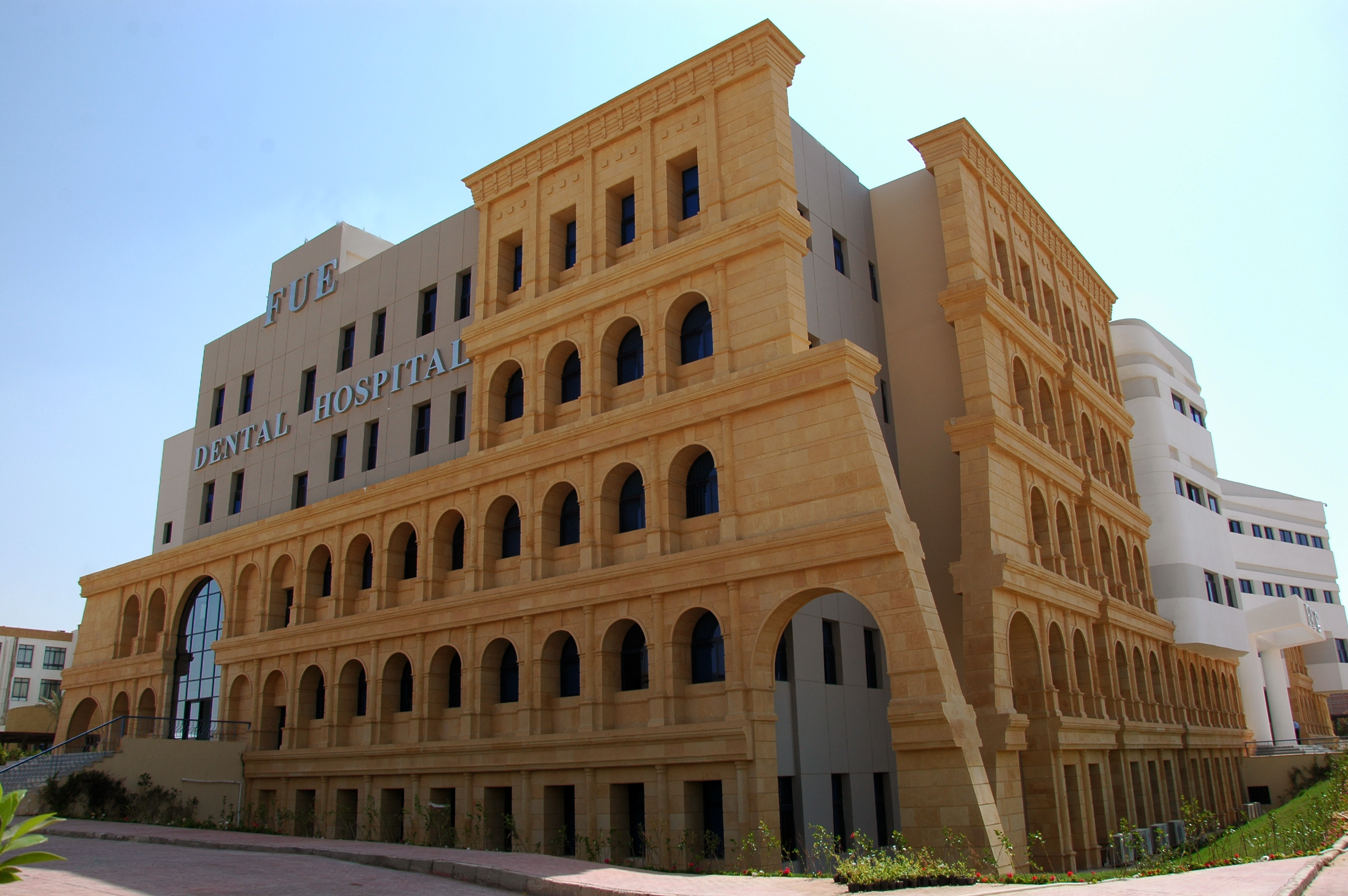
مستشفى طب الأسنان جامعة المستقبل

في عام 2010، افتتحت جامعة المستقبل أول مستشفى خاص للطب الفم والأسنان في مصر والشرق الأوسط. تم تأسيس المستشفى في 8000 متر مربع لاستيعاب أكثر من 800 طالب وطبيب. وهدفها هو توفير تعليم على مستوى عالمي، والتدريب، والعلاج المجاني لمصر ودول الجوار. وهي مصممة ومجهزة تجهيزا كاملا وفقا للمعايير الدولية، وتصل إلى التكنولوجيا الحديثة ليكون مركز دولي متخصص لعلاج جميع أمراض الأسنان والعمليات الجراحية، وتعمل تحت إشراف دولي الإدارية والعلمية.
الاتصال مع المؤسسات الأكاديمية ذات الشهرة العالمية
وقعت جامعة المستقبل بالتعاون مع نظرائهم المصريين، اتفاقية التعاون الأكاديمي مع جامعة عين شمس جامعة الدولة الرائدة في مصر بإطلاق درجات الماجيستير والدكتوراه في.2010/2011 وتعد تلك الاتفاقية الأولى من بين اتفاقيات الجامعات المصرية ويمكن أن تؤدي تلك الاتفاقية إلى اتفاقية مماثلة أيضا مع جامعة القاهرة وذلك في كلية الاقتصاد والعلوم السياسية من خلال برامج للدراسات العليا في العلوم السياسية في عام 2011/2012.
وعلاوة على ذلك، fue خططت لإطلاق سلسلة من الدبلومات المهنية دراسات عليا من 2011/2012

## مراكز البحوث وأهدافها
البحوث والتدريب جزء لا يتجزأ من الاستراتيجية فهو نية لإجراء وتشجيع البحوث التطبيقية والاستراتيجية في مجالات ذات أهمية كبيرة في التنمية الثقافية والسياسية والاقتصادية والاجتماعية والتكنولوجية.
و من أهدافها:
• تطوير والحفاظ على الكفاءات الأساسية المحددة.
• إجراء أبحاث متعددة التخصصات مع تأثير الوطنية والإقليمية.
• العمل كمحفز للبحوث مشتركة مع الشركاء المحليين والدوليين.
• توفير منتصف العمر الوظيفي مع المهنيين التدريب لرفع مستوى معرفتهم ومؤهلاتهم
مركز للدراسات السياسية وحقوق الإنسان (CPHS)
أنشئت كلية الاقتصاد والعلوم السياسية في مركز الدراسات السياسية والبشرية كوسيلة للبحوث والتدريب للمجتمع المدني والمنظمات غير الحكومية. ويتلقى المركز أموالا من كبرى وكالات التمويل الدولية الموجود في القاهرة لإجراء أنشطتها التي تركز على القضايا الحيوية الوطنية والإقليمية على رأسها وضع اللاجئين والمهاجرين.
ويتعاون المركز مع مؤسسة كونراد Adenuar للتوظيف وكذلك السفارة الهولندية في القاهرة. في غضون سنة ونصف وسيتم المركز يعمل بشكل كامل وشامل إطلاق نشاطها في مجالات اقتصاد السوق الاجتماعي، وتحقيق الديمقراطية والشفافية ومكافحة الفساد.
مركز الدراسات الأمريكية (إستراتيجية المساعدة القطرية)
تأسست الأكاديمية لتعزيز التفاهم المتبادل بين الولايات المتحدة الأمريكية ومصر. تعزيز البيئة التعاونية الثنائية يسهم في السلام والتنمية. يعرض المجتمع الأميركي، والقيم وخصائصها،

## إتفاقيات التعاون الدولى
وقعت (FUE) اتفاقات شراكة مع الجامعات البارزة دوليا التالية:
• جامعة ميريلاند، كلية بارك، الولايات المتحدة الأمريكية
• جامعة ولاية لويزيانا، الولايات المتحدة الأمريكية
• جامعة جنوب شرق نوفا، الولايات المتحدة الأمريكية
• جامعة بازل، سويسرا
• جامعة تمبل في مدارس طب الأسنان والصيدلة والهندسة، الولايات المتحدة الأمريكية
• Spienza جامعة لوس انجليس، روما، إيطاليا
• كلية إدارة الأعمال والشؤون المالية، ريغا، لاتفيا، الولايات المتحدة الأمريكية
هناك مفاوضات جارية مع جامعة فريي من برلين، وجامعة جورج تاون في واشنطن العاصمة وFontys في هولندا.[بحاجة لمصدر]
في تحقيق هذه الاستراتيجية، استضافت (FUE) "المنتدى الثقافي والتبادل الأكاديمي"، الذي عقد بين طلاب من جامعة (FUE) وFontys، حيث قدم كلا الجانبين قدرات مختلفة في كل يمتلك والمجالات المحتملة للتعاون، في حين ناقش قضايا متعددة التخصصات وكذلك عدة. وبالإضافة إلى ذلك، انضم كل من معا في العديد من الأنشطة الثقافية الترفيهية.
اتفاقات الشراكة تتضمن تبادل الطلاب وأعضاء هيئة التدريس، والبحوث المشتركة فضلا عن إثبات الدورات كخطوة نحو درجة مزدوجة مع الولايات المتحدة والشركاء الأوروبيين
التواصل مع مجتمع الأعمال
وقد وقعت جامعة المستقبل في مصر بروتوكول تعاون مع المجموعة البافارية للسيارات لنقل تجربة ولاية بافاريا في مجال إنتاج وصيانة وسائل نقل للطلاب. التعاون يهدف إلى تقليل الفجوة بين خريجي الجامعات وسوق العمل. وسيتم تقديم الخريجين الذين حصلوا على التدريب وبرامج التنمية في ولاية بافاريا للسيارات خلال دراستهم الجامعية فرص عمل في ولاية بافاريا للسيارات وفقا لهذا البروتوكول.
المجلات والمنشورات
مكتبة (FUE) الرئيسية تقدم مجموعة واسعة من نوعية الموارد والتسهيلات لدعم التعلم والتعليم والبحوث. الأساتذة والطلاب من الوصول إلى مجموعات متنوعة وتتوسع باستمرار، بما في ذلك الكتب والمجلات، والموارد الإلكترونية.
.

## التدريب الصيفي
(FUE) ترتب الصيف الداخلي للطلبة المتفوقين في جامعة الدول العربية، المجلس القومي لحقوق الإنسان ووزارة الدولة للتنمية الإدارية، والشركات الصناعية والدوائية، ومراكز الأعمال في مصر والأوروبية والمؤسسات الشريكة في الولايات المتحدة.

## وصلات خارجية
- الموقع الرسمي لجامعة المستقبل